# Microsoft Deployment Toolkit
Microsoft Deployment Toolkit (MDT), anteriormente Business Desktop Deployment, é um programa de computador que permite a implantação do Microsoft Windows e Microsoft Office via rede.

## Visão geral
O MDT pode ajudar a construir uma fonte de instalação automatizada para implantação do Windows 7, Windows 8, Windows Server 2003, Windows Server 2008, Windows Server 2008 R2, Windows Server 2012, Office 2010 e Office 365 de uma única máquina ou de uma ferramenta de distribuição de um servidor central, como Windows Deployment Services (WDS) ou System Center Configuration Manager (SCCM). Drivers de dispositivo, atualizações do Windows e softwares podem ser incluídos com a construção.